# Aymar Moro-Mvé
Aymar Fabrice Moro-Mvé (1 juni 1987) is een Gabonees voetballer. Eind juli 2010 werd zijn contract in onderling overweg ontbonden door KV Mechelen. Nu speelt hij bij SC Feignies.

## Statistieken
| seizoen | club        | land      | competitie           | wed | goals |
| ------- | ----------- | --------- | -------------------- | --- | ----- |
| 2008/09 | Lille OSC   | Frankrijk | Ligue 1 (Reserven)   | 22  | 0     |
| 2009/10 | KV Mechelen | België    | Jupiler League       | 2   | 0     |
| 2009/10 | KV Mechelen | België    | Play-Off II A        | 0   | 0     |
| 2010/11 | SR Colmar   | Frankrijk | Championnat National | 11  | 2     |
| 2011/12 | SC Feignies | Frankrijk | CFA 2                | 5   | 0     |
| 2012/13 | SC Feignies | Frankrijk | CFA 2                | 23  | 0     |
| 2013/14 | SC Feignies | Frankrijk | CFA 2                | 19  | 0     |
|         |             |           | Totaal               | 82  | 2     |